# San Francesco in estasi (Reni)
Il San Francesco in estasi è un dipinto olio su tela (198×133 cm) di Guido Reni databile al 1622 circa e conservato nella chiesa dei Girolamini a Napoli.

## Storia e descrizione
Guido Reni è segnalato a Napoli in due date distinte, nel 1612 e nel 1621, dove sarà chiamato a valutare la decorazione della cappella del Tesoro di san Gennaro, da cui però verrà escluso. Il dipinto è stilisticamente affine al Ritratto di gentildonna (detto "La Madre") conservato alla Pinacoteca Nazionale di Bologna, considerato databile tra il 1615 ed il 1630, lascia quindi presupporre che la commessa del San Francesco in estasi ricada al secondo soggiorno napoletano del pittore. 
Secondo un inventario del 1626 il quadro non risulta ancora collocato nella chiesa, mentre è menzionato da Carlo Celano nel 1692 sopra l'altare della cappella Coppola (poi dedicata a San Francesco d'Assisi), dove si trova tuttora. Non conoscendo eventuali legami di Guido Reni con la famiglia titolare della cappella, e quindi non disponendo di informazioni puntali che definiscano per quali vie la tela sia giunta nella chiesa napoletana, l'ipotesi più accreditata su come il dipinto sia giunto tra i beni dei padri oratoriani di San Filippo Neri è che questa abbia fatto parte, assieme ad altre due tele dello stesso Reni (Incontro tra Gesù e san Giovanni Battista e Fuga in Egitto), della donazione fatta da Giovan Domenico Lercaro, facoltoso sarto e commerciante di tessuti pugliese (originario di Monopoli) attivo a Napoli che trasferì tra il 1622 e il 1623 cinquantasette opere della sua collezione al complesso religioso.
Seppure il pittore e storico dell'arte secentesco Luigi Pellegrini Scaramuccia annovera in suo scritto del 1674 più dipinti (non specificati) del Reni donati all'amico Lercaro (dunque non solo l'Incontro, ma anche probabilmente il San Francesco e la Fuga in Egitto), tuttavia la versione che la tela sul santo sia pervenuta dalla donazione del sarto pugliese non è certa visto che nel lascito testamentario di quest'ultimo si fa riferimento più nello specifico a una sola del Reni, tra l'altro ancora da eseguire seppur pagata anticipatamente, ad eccezione del trasporto da Bologna a Napoli, ossia l'Incontro tra il Battista e Cristo. Ad ogni modo il San Francesco in estasi sarebbe giunto ai Girolamini intorno al 1630 circa, ma probabilmente fu collocato nella cappella Coppola, già di patrocinata a sant'Alessio, solo intorno al 1675, anno in cui fu dedicata a san Francesco. Altra ipotesi è che questo quadro abbia fatto parte della collezione degli Acquaviva d'Aragona d'Atri, i quali devoti dei Girolamini e membri storici della congregazione di San Geronimo a Napoli lo donarono alla fine del Seicento con Giangeronimo o Giangirolamo II, Duca d'Atri, alla collezione dei Gerolamini di Napoli. Altre ipotesi legano questo quadro a commercianti d'arte napoletani che se ne appropriarono per conto di altre casate, a seguito dell'estinzione degli Acquaviva d'Aragona Duchi d'Atri (1760), poiché nell'inventario del 1762, realizzato dalla Regia Camera della Sommaria, quest'opera risultava ancora nel Palazzo Ducale.
È molto probabile che nella disputa tra Regia Camera della Sommaria ed eredi Acquaviva del ramo di Conversano, durata trent'anni, sui beni e le opere d'arte ch'erano appartenute agli Acquaviva d'Aragona duchi d'Atri, numerosi quadri, presenti nel Palazzo di Atri ed in quello di Giulianova, fossero andati rubati o perduti. Resta il fatto che la tela di "San Francesco in estasi" risulta presente in ben due lasciti testamentari degli Acquaviva d'Aragona d'Atri nel XVII e nel XVIII secolo.
La tela rappresenta il santo in estasi entro una grotta con accanto un teschio, un libro poggiato alla roccia, un rosario e una croce fatta con dei rami intrecciati; la scena è quella che prelude alla concessione delle stigmate sul monte della Verna mentre il santo di Assisi è raccolto in preghiera.
Un'ulteriore versione simile a questa di Napoli, ma con qualche variante nella postura del santo e leggermente più ridotta di dimensioni (193×129 cm), già nelle collezioni di Luigi XIV, è oggi al Museo del Louvre di Parigi.